# Siegmund von Hausegger

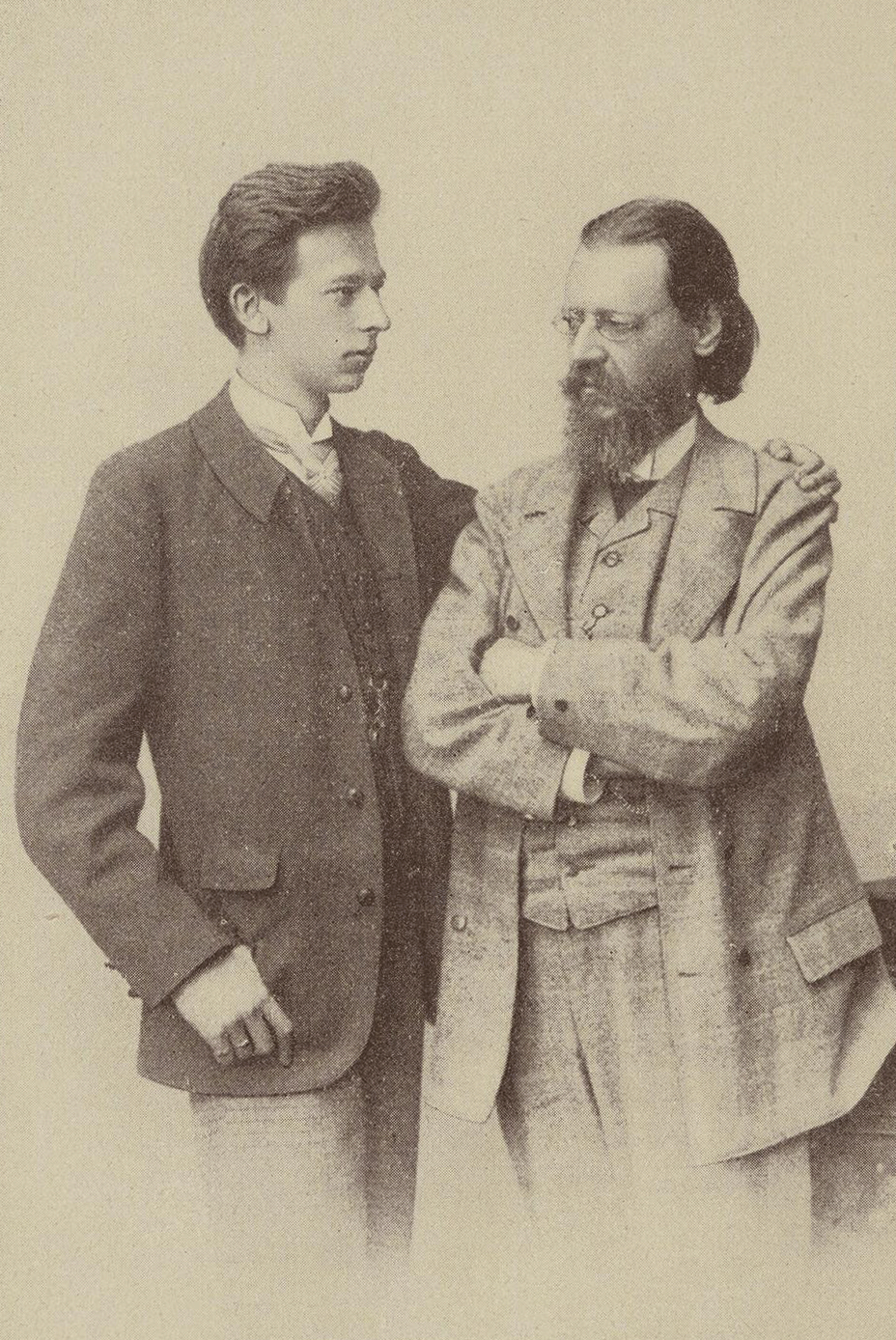
Siegmund von Hausegger con suo padre, Friedrich

Siegmund von Hausegger (Graz, 16 agosto 1872 – Monaco di Baviera, 10 ottobre 1948) è stato un compositore e direttore d'orchestra tedesco.

## Biografia

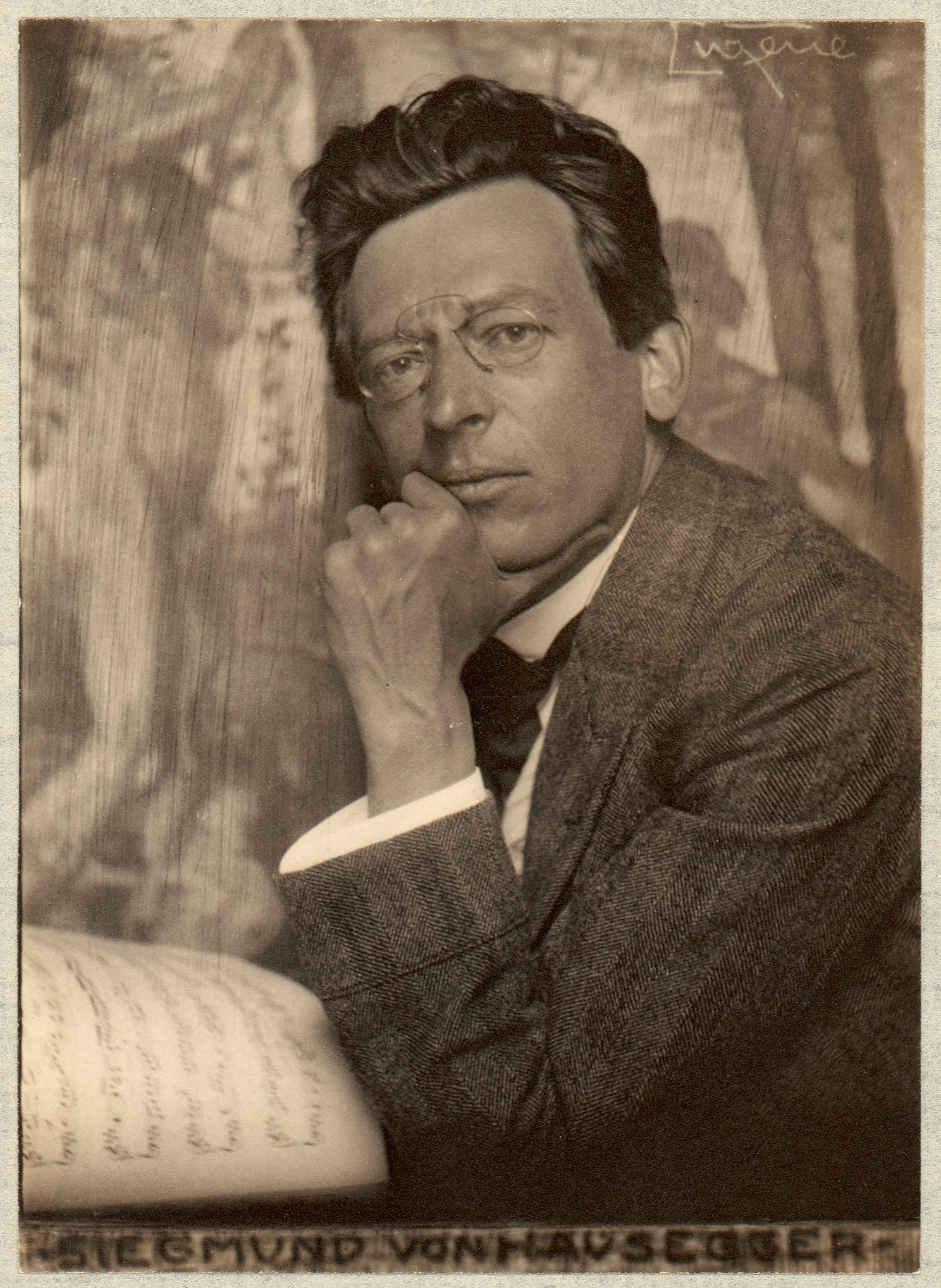
Siegmund von Hausegger

Ha ricevuto le prime lezioni di musica sotto la guida del padre Friedrich Edler (26 Aprile 1837 - 23 febbraio 1899), avvocato, docente di musicologia, compositore musicale e uno dei primi grandi appassionati della musica di Richard Wagner, e di sua madre Edvige Goedel. In seguito ha imparato a suonare il corno, il violino e l'organo.
L'addestramento musicale è stato perfezionato sotto gli insegnamenti di Erich Wolf Degner, di Karl Pohlig e di Martin Plüddemann.
Hausegger, oltre alla musica, ha studiato letteratura, filosofia, storia e storia dell'arte presso l'università della sua città natale, Graz.
All'età di 19 anni compose un'opera per coro e orchestra.
Assunse la direzione dapprima della Kaim-Orchester a Monaco, poi della Museums-Konzerte di Francoforte sul Meno, quindi dell'Accademia di Musica e della Filarmonica di Monaco di Baviera, dei Concerti Filarmonici di Amburgo. Tra i suoi studenti noti annoveriamo: Karl Marx, Eugen Jochum e Karl Höller.
Hausegger diventò celebre come interprete di opere della Neudeutschen Schule e di Anton Bruckner. Va notato che è stato uno dei primi direttori importanti a promuovere costantemente la distribuzione delle versioni originali delle sinfonie di Bruckner.
Dal 1934 Hausegger fu uno dei leader del consiglio dei compositori tedeschi all'interno della Reichsmusikkammer. Fu lui a condurre nel novembre del 1934 a Monaco un concerto di propaganda delle SS con opere di Wagner e Bruckner.
Tuttavia, il musicista non aderì mai al NSDAP e per questo motivo subì minacce da parte del regime nazista. Queste circostanze spinsero Hausegger nel 1934 a dimettersi dalla presidenza dell'Accademia di Musica. e quattro anni dopo da tutti gli altri incarichi.
Come compositore Hausegger si ispirò principalmente alla musica di Richard Wagner e in parte anche a quella di Anton Bruckner. Una certa somiglianza si nota anche nello stile con Gustav Mahler, anche se i suoi tratti parodistici e alienanti sono difficilmente reperibili nelle opere di Hausegger. L'interesse principale di Hauseggers fu inizialmente l'opera, ma presto si spostò nel campo delle sinfonie, prendendo come punto di riferimento anche Franz Liszt.
Tra le sue opere principali, sono da annoverare poemi sinfonici, composizioni per orchestra e coro, le opere Helfrid (1890), Zinnober 
(1898).
Tra le sue pubblicazioni, annoveriamo una monografia su Alex Ritter (1920) e i saggi critici Betrachtungen zur Kunst (1921).
Hausegger sposò nel 1902 a Monaco di Baviera la cantante Hertha Ritter (1873-1913), figlia del compositore Alexander Ritter e nipote di Richard Wagner, che morì il 15 gennaio 1913, dopo un mese dalla nascita del figlio Friedrich. Poco dopo Hausegger sposò in seconde nozze Bronsart von Schellendorff (1877-1956), con la quale ebbe una figlia, Veronika.

## Opere principali
- Helfrid, opera (early);
- Zinnober, opera (1898 al Nationaltheater (Monaco di Baviera) diretta da Richard Strauss);
- Dionysische Phantasie per orchestra (1898);
- Mass (1899);
- Barbarossa, poema sinfonico (1900);
- Wieland der Schmied, poema sinfonico (1904);
- Aufklänge, variazione per orchestra (1910);
- Natursymphonie per grande orchestra (1911);
- Requiem.